# 개빈 프라이데이
개빈 프라이데이(Gavin Friday, 1959년 10월 8일 ~ )는 아일랜드의 싱어송라이터, 배우, 작곡가, 가수, 화가, 영화배우이다.
더블린에서 태어났다.

## 영화
- 샤도우 플레이 (2009년)
- 올드, 위어드 아메리카 (2007년) - 본인 역
- 스콧 워커 - 30세기 남자 (2006년) - 본인 역
- 겟리치오어다이트라잉 (2005년)
- 플루토에서 아침을 (2005년)
- 천사의 아이들 (2002년)
- 디스코 피그 (2000년)
- 더 복서 (1997년)
- 엔젤 베이비 (1995년)
- 아버지의 이름으로 (1993년)